# Noble M10
Noble M10 – samochód sportowy produkowany w 1999 r. przez angielską markę Noble Automotive Ltd. z siedzibą w Leicestershire. Typ nadwozia to kabriolet. Jest to pierwszy pojazd zaprojektowany i zbudowany przez tę firmę, wyprodukowano zaledwie kilka egzemplarzy. Pierwsze dwa egzemplarze miały powstać w przydomowym garażu założyciela firmy – Lee Noble. Następcą modelu był Noble M12 oraz Noble M12 GTO. Do napędu użyto jednostki V6 2,5 l 24 v/4 zawory cylinder, wolnossący, generującą moc maksymalną 170 KM, pochodzący od marki Ford. Maksymalny moment obrotowy 219,67 Nm. Napęd przenoszony jest na tylną oś poprzez 5-biegową manualną skrzynię biegów. 

## Dane techniczne

### Silnik
- V6 2,5 l 24 v/4 zawory cylinder, wolnossący
- Moc maksymalna: 170 KM
- Maksymalny moment obrotowy: 219,67 Nm

### Osiągi
- 0-60 mph (0-100 km/h): 5,9 s
- 0-100 mph (0-162 km/h): 16,9 s
- 0-1/4 mili: 14,56 s
- Prędkość maksymalna: 217 km/h
- Stosunek mocy do masy: 0,1771 KM/kg